# Mikoyan-Gurevich MiG-19
Il Mikoyan-Gurevich MiG-19 (in caratteri cirillici Микояна и Гуревича МиГ-19, nome in codice NATO Farmer) era un caccia bimotore a getto ad ala a freccia progettato dall'OKB 155 diretto congiuntamente da Artëm Ivanovič Mikojan e Michail Iosifovič Gurevič e sviluppato in Unione Sovietica negli anni cinquanta.
Impiegato negli anni successivi principalmente dalla Sovetskie Voenno-vozdušnye sily (VVS), l'Aeronautica militare dell'Unione Sovietica, e da un buon numero di forze aeree del Patto di Varsavia e filo-sovietiche, venne utilizzato in diversi ambiti bellici dalla guerra del Vietnam ai conflitti arabo-israeliani.
Venne prodotto su licenza anche in Cina dando origine a sottoversioni e varianti locali, il caccia Shenyang J-6 ed il cacciabombardiere Nanchang Q-5.

## Storia

### Sviluppo
Non appena il MiG-17 entrò in servizio, l'Ufficio di progettazione (OKB) 155 iniziò a lavorare subito ad una nuova generazione di caccia che potesse arrivare a Mach 1 in volo livellato (cioè alla velocità del suono senza bisogno di picchiata). Il primo tentativo, lo izdeliye M (progetto) o I-350, fu un'ardita evoluzione, con un'ala a freccia di 60° e con i piani di coda che mostravano una freccia simile, alla radice. I motori erano i nuovi turbogetti Lyulka TR-3A o AL-5 a flusso assiale (i motori a flusso assiale, a scapito di una lunghezza maggiore avevano un ingombro in sezione minore ed un rapporto di compressione maggiore rispetto ad un turbogetto centrifugo). L'artiglieria era la medesima imbarcata su MiG-15 e MiG-17 (un cannone calibro 37 mm e due calibro 23 mm).
Prima degli anni cinquanta si conosceva ben poco dell'aerodinamica supersonica e gli aeroplani superavano Mach 1 con estrema difficoltà, questo perché più ci si avvicina alla velocità del suono e più aumenta la resistenza aerodinamica, mentre la spinta disponibile era assai limitata dalla tecnologia dell'epoca. Da qui la definizione di muro del suono, dovuta al fatto che il disegno aerodinamico dei velivoli dell'epoca fosse inadatto al volo supersonico. Charles "Chuck" Yeager, a bordo del Bell X-1, effettuò il primo volo controllato (si intende un volo studiato per poter raggiungere e superare la velocità del suono; già durante la seconda guerra mondiale alcuni piloti superarono, loro malgrado, la velocità del suono, durante la picchiata, perdendo però il controllo del velivolo) oltre la velocità del suono il 14 ottobre 1947.
Furono progettati due prototipi, in configurazione da intercettazione, uno con il radar RP-1 Izumrud e l'altro con il Korshun. Il primo volò il 16 giugno 1951 ed il motore si spense un attimo dopo il decollo. Il pilota riuscì a salvare l'aeroplano e sé stesso. Furono compiuti altri quattro voli di valutazione, quando finalmente si decise che il Ljul'ka AL-5 aveva bisogno di grossi perfezionamenti prima di poter entrare in servizio ed il programma I-350 fu abbandonato nell'agosto del 1951. Il secondo prototipo non fu mai completato.
L’ufficio di progettazione stava lavorando anche ad un prototipo del MiG-17, lo SM-1 o I-340 con due motori Mikulin AM-5F. Le prestazioni risultarono soddisfacenti ma non quanto nelle intenzioni di sviluppo del MiG-17 per cui si pensò di adottare questa motorizzazione per lo I-340, che aveva le stesse superfici aerodinamiche dello I-350.
Il risultato della nuova configurazione fu lo SM-2 o I-360, caccia scorta a lungo raggio, il cui sviluppo fu approvato nell'agosto del 1951. Benché le influenze MiG-17 fossero presenti le modifiche introdotte erano tali da considerarlo un nuovo e diverso modello. Era spinto da due turbogetti AM-5F (forsag, postbruciatore) con una potenza di 26,5 kN, ed armato con un cannone N-37D da 37 mm montato su ognuna delle due radici alari. I cannoni erano stati riposizionati per ovviare al problema dell'ingestione, da parte della presa d'aria, dei gas di scarico delle armi, questo a scapito della facilità di manutenzione. Il caccia aveva una freccia di 60° alla radice alare, una pinna ventrale e, inizialmente, una coda a T caratterizzata dai piani di coda posizionati alla sommità della deriva.
Furono costruiti due prototipi per le prove in volo ed un simulacro per le prove a terra. Il primo volo di collaudo del I-360 avvenne il 24 maggio del 1952, con il pilota collaudatore Grigorij Aleksandrovič Sedov ai comandi. Il 25 giugno il caccia riuscì a superare Mach 1. Il secondo prototipo compì il suo primo volo il 28 settembre. La configurazione a T della coda si dimostrò insoddisfacente, facendo perdere il controllo ad alti angoli d'attacco e così si adottò una configurazione tradizionale, con i piani di coda maggiorati ed attaccati ai lati degli scarichi ed alla base della deriva.

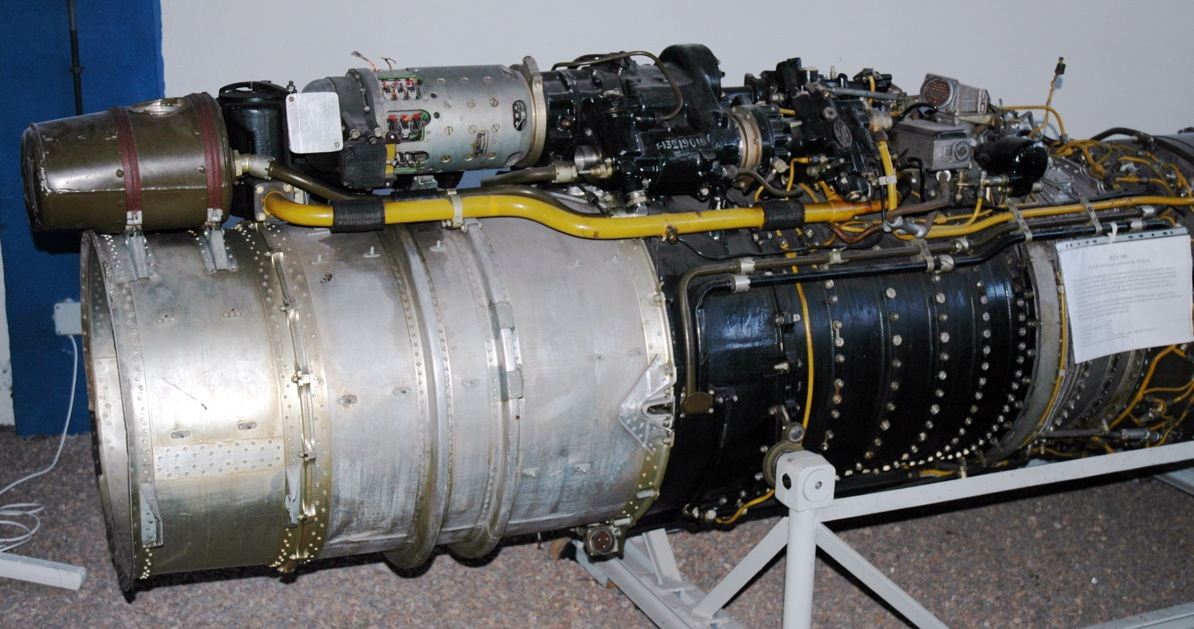
Un turbogetto Tumanskij RD-9B di un MiG-19
(Museo dell'aviazione polacca).

Le prestazioni dello I-360 risultarono buone e, benché il disegno soffrisse di un certo numero di difetti, la V-VS (aviazione militare sovietica) era impaziente di provare il nuovo caccia. Gli ingegneri dell'OKB MiG ridisegnarono quasi completamente lo SM-2 adottando i nuovi turbogetti Mikulin AM-9B (Tumanskij RD-9B), essenzialmente uno AM-5F migliorato e ingrandito, con 25,5 kN di spinta (2 600 kg) a secco e 31,9 kN (3 200 kg) con postcombustione. Il nuovo prototipo fu battezzato SM-9.
Nell'agosto del 1953 le autorità competenti diedero il via libera al progetto. La specifica comprendeva sia lo sviluppo di un caccia tattico che di un intercettore equipaggiato di radar. Furono assemblati tre prototipi, il primo dei quali volò il 5 febbraio 1954, sempre con Sedov ai comandi. Le prove di volo andarono bene, e molto venne aggiustato in corso d'opera, mentre il terzo prototipo si approssimava ad essere completato. Era una pratica piuttosto comune in Unione Sovietica ed il nuovo modello fu messo in produzione come MiG-19 nel febbraio del 1954, ben prima quindi che le valutazioni e le prove di volo fossero ultimate, dato che la VVS aveva il grande bisogno di un vero caccia supersonico. I primi due prototipi andarono perduti in incidenti, ma i piloti rimasero illesi in entrambi i casi.
I primi due MiG-19 furono spediti alla VVS nel giugno del 1955, mentre 48 esemplari fecero bella mostra alla parata nazionale in agosto. Gli osservatori occidentali gli assegnarono il nome in codice "Farmer" (contadino).
Come nota finale, possiamo citare il fatto che, per sicurezza, il MiG OKB aveva sviluppato in parallelo a questo, un caccia con un singolo Klimov VK-7 a flusso centrifugo. Il caccia aveva superfici aerodinamiche simili a quelle dello SM-9, ma una fusoliera in qualche modo più snella. Aveva la designazione di Ye-1 (yedinitsa, prototipo, letteralmente "primo") o I-370. Il VK-1 fu sviluppato lentamente e lo I-370 rimase senza motore per circa un anno. Quando il motore finalmente fu disponibile, gli ingegneri dovettero eliminare una lunga lista di difetti dalla struttura del prototipo.
Lo I-370 finalmente volò il 16 febbraio del 1955 ai comandi del collaudatore Fyodor I. Burtsev. Le prestazioni erano molto buone, in special modo quando fu adottato anche il motore VK-7F con postcombustione, ma il programma non ebbe commesse da parte dell'aviazione. I motori centrifughi non rappresentavano già più una buona scelta e il programma di collaudi venne eseguito unicamente come esperimento.

### Impiego operativo
Nell'Unione Sovietica il MiG-19, che assunse il compito di deterrente contro lo sconfinamento dei ricognitori delle forze aeree occidentali, ebbe una carriera marginale e di breve durata. Durante la sua carriera operativa uno dei contatti più famosi avvenne il 1º giugno 1960, quando un MiG-19 abbatté un Boeing RB-47H da ricognizione che stava effettuando una missione nei dintorni della cittadina di Arcangelo, sul mar Bianco, In quell'occasione quattro membri dell'equipaggio restarono uccisi e due furono fatti prigionieri ed in seguito rilasciati grazie alla diplomazia internazionale. Benché le notizie non siano confermate è presumibile ipotizzare che durante il decennio fossero stati effettuati altri abbattimenti.
Il MiG-19 non era altrettanto efficace contro i Lockheed U-2. Nel 1957, un pilota di MiG-19 della PVO si accorse di un U-2 che volava proprio sopra la sua testa, ma molto più in alto. Quando egli fece rapporto, il comando lo giudicò un bugiardo e lo trasferì. D'altro canto presto divenne ovvio che il pilota aveva detto la verità e i MiG-19 cercarono per anni di raggiungere gli U-2 senza successo. Fu solo un S-75 Dvinà (SA-2 Guideline) che riuscì ad abbattere un U-2 il 1º maggio del 1960, tuttavia anche il MiG-19 che lo inseguiva fu abbattuto da un missile analogo ed il pilota rimase ucciso.
Sembra che il MiG-19 fosse adottato anche dalla pattuglia dei "cinque rossi" per un breve periodo, ma comunque questo modello fu radiato dalla prima linea alla fine degli anni sessanta, sia dalla VVS che dalla PVO, rimanendo solo in seconda linea.

#### In Cina

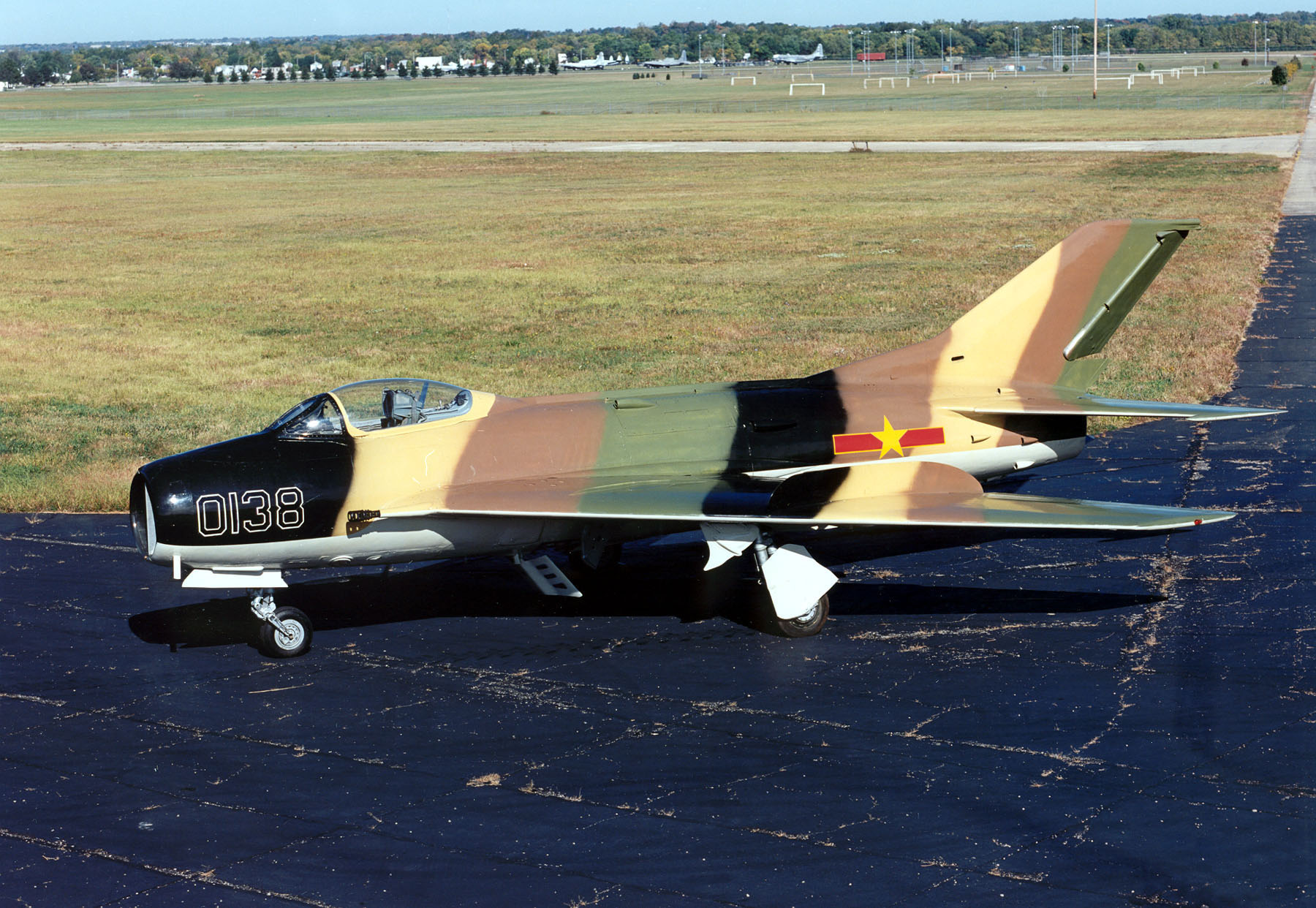
Un Mikoyan Gurevich MiG-19S in livrea cinese

In Cina il caccia, che secondo gli iniziali accordi avrebbe dovuto essere prodotto su licenza, fu realizzato per ingegneria inversa e messo in produzione con la sigla J-6 (Jianjiji-6, ovvero "aereo da caccia modello 6") per il mercato interno e F-6 per l'esportazione. Maggiormente apprezzato rispetto al suo omologo sovietico, il suo derivato cinese prese parte a combattimenti, diventando un avversario comune per i caccia della Zhōnghuá Mínguó Kōngjūn, l'aeronautica militare di Taiwan. Gli F-6 vennero forniti ai nordvietnamiti verso la fine della guerra del Vietnam.

#### In Medio Oriente
Il MiG-19 fu usato in combattimento anche in Vicino Oriente, l'Egitto ne ottenne un primo gruppo nel 1958 e la Siria all'inizio del 1962. Gli egiziani lo usarono in qualche azione, nel ruolo di supporto tattico alle truppe di terra, durante la guerra civile nello Yemen durante i primi anni sessanta. Il primo combattimento aereo nel Vicino Oriente avvenne il 29 novembre del 1966, quando due MiG-19 si scontrarono contro due Mirage IIIC israeliani. Gli israeliani rivendicarono due abbattimenti e nessuna perdita.
Molti MiG-19 erano in servizio con l'aeronautica egiziana e siriana durante la guerra dei sei giorni nel 1967, ma molti vennero distrutti a terra in raid a sorpresa e quei pochi che riuscirono a levarsi in volo furono presto abbattuti o neutralizzati a causa della superiorità degli israeliani. A dispetto del risultato però, i piloti di Israele consideravano il MiG-19 un avversario potenzialmente pericoloso a causa delle sue prestazioni, della sua manovrabilità e dell'armamento.
L'Iraq ottenne qualche MiG-19 agli inizi degli anni sessanta, ma poco dopo li vendette quasi tutti. I pochi rimasti videro l'azione durante la guerra contro i curdi nel 1970. Nel 1983, durante la guerra Iran-Iraq, gli egiziani fornirono agli iracheni un gruppo di F-6 cinesi, ed anche gli iraniani avevano i loro F-6, ma non sono riportati combattimenti tra questi aeroplani.
Il più significativo combattimento del MiG-19 fu durante la guerra indo-pakistana, nel dicembre del 1971. I pakistani affermano che i loro F-6 hanno abbattuto circa dieci aerei indiani, con una perdita di quattro F-6. Come spesso accade gli indiani ribattono che le vittorie pakistane sono gonfiate e le perdite sottostimate. In ogni caso, i pakistani apprezzarono i loro F-6.
Durante la guerra in Afghanistan, gli F-6 pakistani ebbero qualche schermaglia contro i caccia sovietici o afgani (governo filo-sovietico) che sconfinavano nel loro spazio aereo. Non era un segreto che il governo pakistano sosteneva i mujaheddin, che avevano i loro nascondigli al confine col Pakistan, e spesso gli aerei sovietici tentavano di stanarli. A tal proposito ci sono racconti di aspre battaglie aeree. I pakistani non ritirarono i loro F-6 dal servizio fino al 2002.

#### In Africa
L'F-6 fu anche venduto ad un certo numero di nazioni africane. La Tanzania adottò questo modello per poi utilizzarlo contro l'Uganda durante la guerra nel 1978 e 1979, mentre il Sudan lo usò contro i separatisti nel sud, subendo almeno una perdita. In Somalia l'F-6 combatté contro i ribelli e l'Etiopia lo ebbe negli anni ottanta. In Somalia vennero abbandonati nei primi anni novanta con la guerra civile.
Sebbene i MiG-15 ed i MiG-17 siano ancora usati dai privati per le esibizioni, è assai difficile trovare un MiG-19 di un privato. È fuor di dubbio comunque che le spese di gestione sarebbero troppo alte anche per il più eccentrico dei piloti.

## Versioni

### MiG-19S, MiG-19R e MiG-19SF Farmer C
La produzione iniziale di MiG-19 era costruita in lega di alluminio. La deriva era molto raccordata alla fusoliera e le superfici di controllo avevano una configurazione convenzionale, con un ipersostentatore a pezzo singolo vicino alla radice alare. Proprio sotto l'asse dell'ala e poco dietro di questa si apriva l'aerofreno. Tutta la parte dietro l'ala della fusoliera si poteva staccar via per la manutenzione dei motori RD-9B.
Il carrello, triciclo, aveva una sola ruota per gamba, il ruotino anteriore si ritraeva in avanti ed il carrello principale si alloggiava all'interno, verso la fusoliera. Era presente anche un piccolo paraurti di gomma appena dietro la pinna ventrale per proteggere la coda in caso di decollo particolarmente angolato. Il parafreno era alloggiato alla base della deriva.
L'armamento di serie consisteva in tre cannoni NR-23 da 23 mm, uno appena sotto la presa d'aria a destra, e gli altri alle radici alari. Ai lati delle canne sulle radici alari erano montati dei pannelli di protezione contro l'espulsione dei bossoli (sui modelli meno puliti si possono osservare anche le strisciate dell'olio lubrificante dei cannoni), ma sembra che non tutti gli apparecchi di serie ne fossero provvisti. I piloni erano montati a metà di ciascuna semiala e potevano essere usati per caricare bombe o razziere ma, per quanto mostrano le fotografie dell'epoca, vi erano spesso attaccati serbatoi da 760 litri. Due piloni potevano essere agganciati ad ognuno degli stessi serbatoi esterni per caricare una razziera ciascuno, arrivando ad un carico tipico per una missione d'attacco al suolo di due serbatoi e quattro razziere.
Il pilota sedeva su un seggiolino eiettabile sotto un cupolino che si apriva all'indietro. La cabina era corazzata ed aveva un parabrezza antiproiettile. L'avionica di serie includeva radio, IFF (sistema automatico di identificazione amico o nemico), bussola giromagnetica, radiogoniometro, ILS (un sistema strumentale di assistenza all'atterraggio), un mirino radar assistito ed un RWR (sistema d'allarme passivo) Sirena 2. Una curiosità era il lungo tubo di Pitot (tubo cavo che serve a misurare la velocità del flusso che lo investe) montato sul labbro inferiore della presa d'aria che poteva richiudersi, una volta a terra, verso l'alto.
Le prestazioni del MiG-19 erano eccellenti, le fonti russe affermano che questo apparecchio dava del filo da torcere al rivale contemporaneo, il North American F-100 Super Sabre statunitense. D'altronde i piloti sovietici inizialmente non avevano molta simpatia per il MiG-19, perché quest'ultimo aveva la sfortunata tendenza ad esplodere in volo. Il problema fu risolto quando si comprese che il serbatoio sotto i motori entrava in ebollizione quando i motori si surriscaldavano. Fu inserito un isolante termico, ma i piloti continuarono a rimanere poco soddisfatti, soprattutto della manovrabilità. L'aereo atterrava troppo bruscamente ed aveva la fastidiosa tendenza ad alzare il muso quando gli aerofreni erano estratti. Inoltre era troppo difficile da mantenere in linea quando si volava a velocità elevata.
Molte di queste deficienze erano state notate durante le prove di volo dei prototipi, ma, come detto più sopra, l'aeroplano venne ordinato in produzione prima che le valutazioni fossero completate, perciò gli aggiornamenti e le modifiche dovettero attendere. Una nuova versione del caccia, chiamata MiG-19S, fu introdotta nel 1956. Fu battezzato dagli occidentali Farmer C.
Le novità del MiG-19S erano un piano di coda di un unico pezzo (stabilizzatore, la parte fissa, ed equilibratore, quella mobile, erano fusi in un unico piano mobile, chiamato elevone) con un piccolo contrappeso antivibrazione (antiflutter, il flutter è un fenomeno aerodinamico che si manifesta alle alte velocità sotto forma di veloce ed ampia vibrazione delle superfici), un terzo aerofreno ventrale appena davanti alla pinna ventrale e una serie di piccole modifiche aerodinamiche. Ci furono anche miglioramenti nell'avionica, una nuova radio, un nuovo mirino radar e un sistema di navigazione a lungo raggio (lo Svod, duomo). Sebbene i primi MiG-19S fossero prodotti con tre cannoni da 23 mm, la gran parte degli aerei di serie adottava gli eccellenti NR-30 da 30 mm e delle piastre di protezione, ai lati delle canne, maggiorate.
I piloti erano ancora insoddisfatti del MiG-19S dato che era soggetto a guasti del sistema idraulico e ad incendi in volo. Erano dovuti a difetti di fabbricazione e non di progetto, ma occorse parecchio tempo per correggerli e la fama dell'aeroplano scendeva di conseguenza.
Un piccolo numero di MiG-19S fu assemblato in configurazione da ricognizione, col cannone di fusoliera rimpiazzato da una fotocamera. A questo modello fu dato il nome di MiG-19R e montava il nuovo motore RD-9BF-1 con il 10% di spinta a secco in più ed un postbruciatore migliorato. Anche i MiG-19S di fine serie ricevettero lo RD-9BF-1, e furono chiamati MiG-19SF.

### MiG-19P e MiG-19PG Farmer B, MiG-19PM e MiG-19PML Farmer E

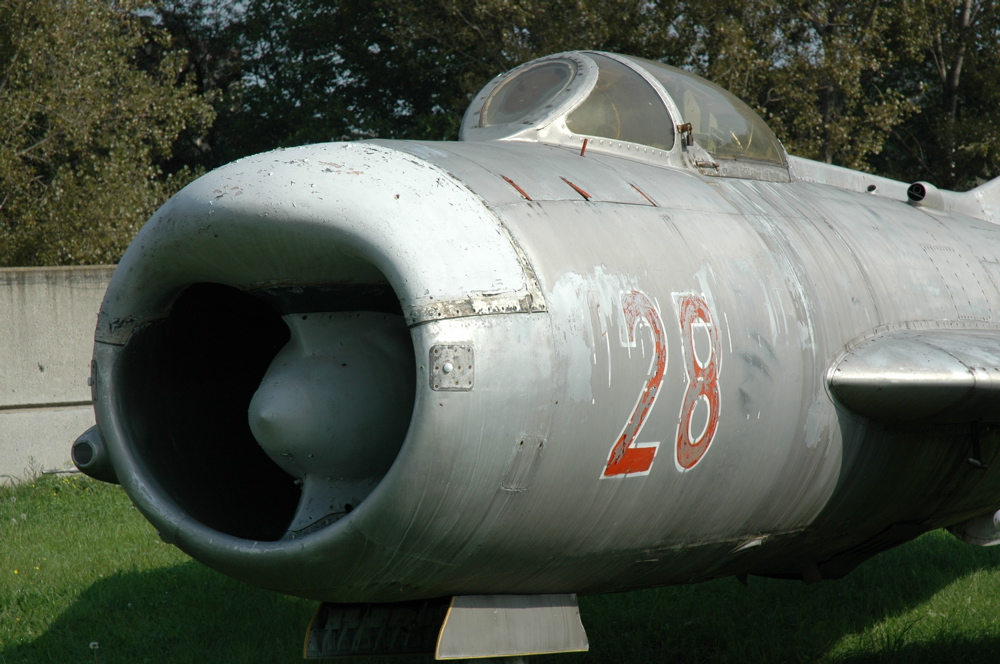
Il muso di un MiG-19PM

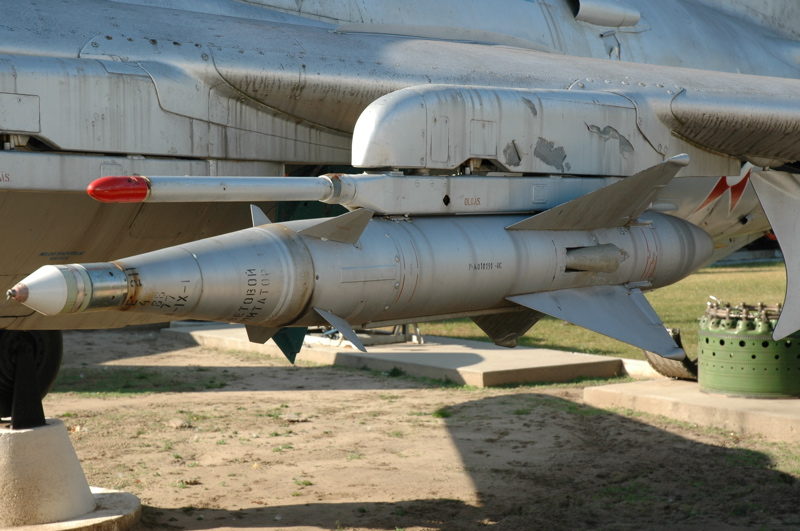
Foto del missile sovietico aria-aria K-5M.

Come detto, la commessa del MiG-19 prevedeva anche una versione, equipaggiata di radar, da intercettazione ed i lavori erano andati avanti parallelamente con lo sviluppo della variante caccia tattico. Il primo SM-7, prototipo dell'intercettore, eseguì il suo primo volo il 28 agosto 1954 con il collaudatore V. A. Nefjodov.
Lo SM-7 mostrava un muso ridisegnato e più lungo, il radar RP-1 Izumrud e non aveva più il cannone sotto alla presa d'aria. Come per il MiG-17P o PF, il radar Izumrud aveva l'antenna di scoperta sagomata sul labbro superiore della presa d'aria e l'antenna di inseguimento in un duomo sulla paratia che divideva il flusso della presa d'aria. Il tubo di Pitot fu ricollocato sulla semiala destra. La cabina era più larga per contenere gli schermi radar ed i sistemi di controllo. Dopo le prove l'intercettore entrò in produzione nel 1955 come MiG-19P, entrando in servizio principalmente con la PVO (la difesa aerea), con la VVS e con la VMF (la marina militare). Gli fu assegnato il nome NATO Farmer B.
Tranne che per il nuovo radar, la cabina e il cannone rimosso, il MiG-19P era identico al MiG-19S, con il lungo raccordo prima della deriva ed i piani di coda all-moving, in un unico pezzo. La sua resistenza aerodinamica era leggermente più elevata della versione da caccia e le prestazioni ne soffrirono un poco. I piloti non erano felici del MiG-19S ed era naturale che lo fossero ancora meno col MiG-19P, non tanto per il degrado prestazionale quanto per il fatto che lo schermo e la nuova avionica peggioravano la visibilità della cabina ed il radar stesso non era molto affidabile.
I primi MiG-19P avevano i cannoni da 23 mm, ma ben presto anche su questa versione furono introdotti i cannoni da 30 mm. I Farmer B spesso erano equipaggiati con una razziera sotto ognuna delle semiali per gli attacchi aria-aria. Alla fine della loro vita operativa qualche MiG-19P fu modificato per trasportare i missili aria-aria K-13 (AA-2 Atoll) su un nuovo pilone più esterno. Le ultime macchine avevano anche il nuovo radar RP-5 con maggior raggio d'azione e miglior affidabilità. Un numero di MiG-19P fu equipaggiato con il Gorizont-1, un datalink con la guida caccia, il comando a terra, e vennero designati MiG-19PG.
Nella metà degli anni cinquanta il futuro era il missile aria-aria e nel 1956 cominciarono i lavori su una variante del MiG-19P attrezzata in tal senso. Due prototipi del MiG-19P furono modificati per le prove e la nuova variante entrò in servizio nel 1957 come MiG-19PM. Gli fu assegnato il nome in codice Farmer E, anche se non sembra sia mai esistito un Farmer D.
Il MiG-19PM era molto simile al MiG-19P, eccetto che non aveva alcun cannone (all'epoca si tendeva a rimpiazzare l'artiglieria con i missili, un errore perché i missili erano poco affidabili ed alla fine i cannoni si rivelavano preziosi), rimpiazzato da quattro K-5M o RS-2 (AA-1 Alkali). Il radar RP-1 fu aggiornato alla variante RP-2U che forniva il controllo sui missili radioguidati. Il MiG-19PM era anche meno apprezzato del MiG-19P perché i missili, con la loro resistenza aerodinamica, degradavano sostanzialmente le prestazioni e i K-5M erano tutto tranne che efficienti.
Anche qualche MiG-19P venne convertito alla specifica MiG-19PM, ma queste macchine potevano trasportare solo due missili. Un numero di MiG-19PM fu anche modificato con il nuovo datalink Lazur (blu di Prussia) nel 1960. Queste macchine vennero designate come MiG-19PML.
L'insoddisfazione per il MiG-19 sembra essere nata dal fatto che si era messo in produzione un aeroplano sostanzialmente molto avanzato in gran fretta. Sotto queste circostanze, il MiG-19 fu molto diverso dal robusto ed evoluto fratellino minore, il MiG-17. Era il metodo sovietico di sperimentare velocemente e migliorare in corso d'opera. Ma il MiG-19 fu sorpassato velocemente da nuove macchine e non fu possibile fargli raggiungere il grado di maturità sperato.
Il MiG-19 sembra avere un disegno di base elegante, con prestazioni eccellenti, ma era danneggiato da difetti di implementazione. I cinesi, come si dirà più avanti, adottarono il progetto e lo migliorarono con l'entusiasmo che mancava ai sovietici.

### MiG-19SV, MiG-19SVK, MiG-19SU e MiG-19PU
I tentativi degli USA di usare palloni spia sui cieli dell'URSS portarono il Cremlino ad ordinare al MiG OKB una variante del MiG-19 in grado di far fronte alla nuova minaccia. Il lavoro era all'inizio concentrato nello snellire il più possibile il MiG-19 originale, riducendo l'armamento, eliminando la corazzatura della cabina ed il parafreno e così via. Furono anche installati dei nuovi motori RD-9BF. Nel 1956 l'aereo fu messo in produzione, in serie limitata come MiG-19SV, mentre il pilota collaudatore N. I. Korovuškin raggiunse la quota da primato di 20 740 metri il 6 dicembre dello stesso anno. Ci fu anche un solo MiG-19SVK, simile al precedente ma con una nuova ala, provato nel 1957. Riuscì a volare solo qualche centinaio di metri più in alto e non se ne fece più nulla.
In questo periodo gli statunitensi avevano trovato una soluzione migliore dei palloni sonda, l'aereo spia Lockheed U-2, che poteva sorvolare l'URSS a quote ben al di sopra di qualunque aereo i sovietici possedessero, incluso il MiG-19SV. Il 4 luglio del 1956, giorno dell'Indipendenza, con somma meraviglia degli stessi statunitensi, un U-2 veniva scoperto dai radar sovietici. Abbattere gli U-2 era una delle priorità del governo di Mosca e così il design bureau di Mikoyan e Gurevich provò ad installare sul MiG-19 un secondo propulsore, un razzo a liquido. Il risultato fu il MiG-19SU.
Il razzo era agganciato sotto il ventre della fusoliera. Lo spazio da terra era assai limitato con questa configurazione e così il decollo doveva essere lungo ed accurato. Il nuovo pacco richiedeva solo un attacco meccanico ed il contatto elettrico per l'accensione, ma era necessario qualche rinforzo alla fusoliera per far sì che non si danneggiasse sotto la spinta di quest'ultimo. Il razzo sembrò funzionare bene, ma i propellenti liquidi erano tossici, corrosivi e facilmente infiammabili (probabilmente idrazina), perciò qualcosa di particolarmente spiacevole da maneggiare.
Il MiG-19SU riuscì a raggiungere le quote degli U-2, l'unico problema era che non poteva fare molto di più. A questa quota gli U-2, con le loro lunghe ali e la lunga fusoliera, erano poco manovrabili, ma anche i MiG-19 diventavano poco più di un mattone ed i turbogetti facilmente prendevano fuoco. Tutto quello che un pilota sovietico poteva fare era di saltare letteralmente in su, sperare di centrare qualche colpo e poi ripiombare di nuovo giù. Doveva essere comunque un bel volo.
Un certo numero di MiG-19P, designato come MiG-19PU, fu anche modificato per trasportare un lanciarazzi. Non erano molto efficienti e la vera risposta allo U-2 fu il nuovo SAM d'alta quota S-75 Tunguska (SA-2 Guideline). Un Tunguska abbatté un U-2 il 1º maggio 1960 ed il pilota, un effettivo della CIA di nome Francis Gary Powers, fu catturato. Il presidente statunitense Dwight Eisenhower, che aveva sempre osteggiato i voli, li cancellò del tutto. Gli USA inoltre stavano già lavorando al progetto dei satelliti spia, che furono presto in grado di trasmettere fotografie da una piattaforma che al momento i sovietici non erano in grado di abbattere.
Per questo motivo gli USA ed i sovietici stavano entrambi lavorando ad un sistema antisatellite, ma entrambe le parti si resero conto che avere informazioni strategiche tanto preziose avrebbe allentato la tensione e tacitamente decisero di lasciare in pace i satelliti. I sovietici costruirono materiale bellico finto, arrivando a mettere in mare dei sommergibili gonfiabili, per dare impressioni sbagliate ai satelliti.

### Versioni minori
Un certo numero di MiG-19 furono adattati per il rifornimento in volo con sonde poste sulle ali o sul muso. Il rifornimento in volo non era una priorità al momento e, malgrado funzionasse, nessun MiG-19 venne dotato di sonda in servizio.
Nella metà degli anni cinquanta, l'OKB MiG iniziò a lavorare su un missile da crociera aria-superficie, il Kh-20 (AS-3 Kangaroo), e la sua avionica venne provata su un MiG-19. Per provare il missile quindi due prototipi di preserie del MiG-19 vennero designati SM-20. Il Kh-20 era portato in cielo da un bombardiere Tu-95K Bear e così anche lo SM-20 veniva agganciato nello stesso modo, come fosse il missile. Uno solo dei simulacri era senza pilota, mentre gli altri avevano sempre un operatore ai comandi. Lo SM-20 era praticamente un MiG-19 Farmer A, eccetto che per il pacco ventrale ed una spina dorsale ingrandita, contenenti la nuova avionica, ed un attacco sul dorso per il Tu-95K. Naturalmente era privo di qualsiasi armamento ed aveva i piani di coda interamente mobili.
Due altri MiG-19 vennero similmente attrezzati per simulare il Kh-10S (AS-2 Kipper), un missile da crociera per il Tupolev Tu-16K Badger, chiamati SM-K.
Durante gli anni cinquanta, sia gli USA che i sovietici sperimentarono il lancio corto o zero-length launch (ZEL), un decollo corto che si avvaleva di grossi razzi a propellente solido. Un numero di MiG-19S furono impostati per questa operazione con i razzi PRD-22 e doppia pinna ventrale per permettere l'alloggiamento del razzo sotto la coda. Queste macchine vennero designate SM-30 ed erano destinate ad operare in prima linea nel caso in cui le piste non fossero state disponibili. Il sistema funzionò sorprendentemente a dovere, da un punto di vista strettamente tecnico, anche se i piloti soffrivano un po' l'accelerazione, ma era nella logistica e nella tattica il problema ed infatti il sistema non fu mai adottato sul campo. Anche il programma statunitense fece la stessa fine. Il MiG OKB lavorò anche ad un programma parallelo per adottare due razzi più piccoli per il decollo assisitito. Ma questo schema non arrivò nemmeno allo stadio della prova sul campo.
Dopo la fine della vita operativa del MiG-19, un numero di Farmer A e Farmer C furono convertiti in bersagli teleguidati, con la designazione di MiG-19M.
Alla metà degli anni cinquanta, gli ingegneri di Mikoyan e Gurevich lavorarono ad un caccia leggero che sostituisse il MiG-19 e dal progetto emerse pochi anni dopo il MiG-21. Dato che il MiG-19 era ancora in produzione i progettisti decisero di adattare la nuova presa d'aria, dalle labbra più affusolate, sulla vecchia macchina. Il risultato fu lo SM-12 e quattro prototipi presero il volo nel 1957. Erano sostanzialmente dei MiG-19 con la punta del MiG-21 con tanto di cono centrale, un'avionica aggiornata, turbogetti Sorokin R3-26, anche se questi ultimi non furono montati su tutti e quattro i prototipi.
Un solo SM-12M, variante da intercettazione, volò nel 1958, mostrando un naso più lungo ed un cono più grande per ospitare il nuovo radar TsD-30. Il cannone fu rimosso e l'unica arma erano due missili AA-1 Alkali. Anche su questa macchina furono montati i motori R3-26 con ugello a geometria variabile. La variante SM-12PMU volò nel 1958. Questa macchina era molto simile al SM-12PM, ma aveva i razzi, a propellente liquido per l'assistenza al decollo, scaricabili in volo creati per il MiG-19SU o PU.
Lo SM-12 era una macchina interessante, un ibrido tra il MiG-19 ed il MiG-21. Ma il MiG-21 era così avanzato che surclassava anche un MiG-19 tanto migliorato e così lo SM-12 fu messo da parte.

### I MiG-19 cinesi e cecoslovacchi
I cecoslovacchi costruirono una piccola quantità di caccia diurni MiG-19S nella fabbrica di Vodochody dal 1958 al 1961, designati Avia S-105. Solo la carenatura era effettivamente costruita in Cecoslovacchia, mentre i motori e l'avionica erano importati dall'Unione Sovietica. Tutti gli S-105 furono inviati all'aeronautica cecoslovacca.
Anche i cinesi comunisti avevano la licenza di costruire il proprio MiG-19, ma iniziarono più tardi e più lentamente. Per prima costruirono la versione da intercettazione ognitempo, il MiG-19P, quando la fabbrica di Shenyang ottenne i primi moduli di montaggio dall'URSS nel 1958, e la prima macchina di questo tipo volò nel dicembre di quell'anno. Il primo J-6 completamente cinese volò nel settembre del 1959.
Anche la fabbrica di Nanchang lavorò all'assemblaggio ed alla produzione del MiG-19PM, l'aereo venne battezzato J-6B, ma ben presto la produzione venne cessata. La guida del Paese voleva modernizzare in fretta la Cina, con la politica del grande balzo in avanti, ma lo fece con la retorica di partito piuttosto che con un effettivo e metodico piano industriale. Il risultato fu un fiasco, venne incentivato un programma irrealizzabile dopo l'altro sino a che non fu il caos. Gli specifici tentativi di costruire un MiG-19 cinese restano oscuri, tranne per il fatto che fallirono.
Dopo il collasso, l'industria cinese ricominciò semplicemente daccapo. I lavori per il caccia diurno iniziarono nella fabbrica a Shenyang nel 1961, il primo volo venne effettuato alla fine dell'anno. Restò la designazione di J-6.
La produzione iniziò ad entrare a pieno regime negli anni seguenti, a dispetto del fatto che le relazioni tra Cina ed URSS erano ai minimi storici, tanto che nei primi anni sessanta i sovietici ritirarono tutti i loro assistenti tecnici dal Paese. Sfortunatamente, appena la produzione era arrivata a livelli accettabili, verso la metà del decennio, la Cina entrò in un altro periodo di confusione, causato dalla politica di Mao Tse Tung, la cosiddetta rivoluzione culturale, un fallito tentativo di ridare vita agli ideali rivoluzionari. Il risultato fu ben peggiore del grande balzo in avanti, che era limitato alla politica industriale, ma a tutta la popolazione, causando esecuzioni di massa di tutti quelli che non erano giudicati in linea con le idee del partito.
La produzione del MiG-19S / J-6 sopravvisse agli orrori e, negli anni settanta, ricominciò. A quel tempo non era che un aeroplano sorpassato, ma per il momento i cinesi non avevano la possibilità di costruire qualcosa di meglio, oltretutto le relazioni con l'URSS erano rimaste piuttosto fredde. La Shenyang produsse circa tre migliaia di J-6 negli anni ottanta, un grande numero di questi veniva esportato sotto la designazione di F-6, particolarmente in Pakistan. Il J-6 rimase in servizio con la PLAAF (People's Liberation Army Air Force, forza aerea dell'esercito di liberazione del popolo).
Nella sua maturità, il progetto sembrava essere divenuto robusto ed affidabile ed i suoi difetti erano ormai stati corretti. La produzione includeva qualche sottovariante:
- Il J-6C, l'ultimo aggiornamento del caccia diurno, simile al MiG-19S, ma con gli aerofreni collocati sotto alla deriva e qualche modifica minore.
- Il JZ-6, la versione da ricognizione con una fotocamera al posto del cannone in fusoliera.
- Il J-6III, un J-6 modernizzato, con nuovi motori, un cono per l'onda d'urto nella presa d'aria (l'onda d'urto è un fenomeno che si manifesta nei regimi supersonici, che comprime bruscamente l'aria) ed ali più corte per migliorare la maneggevolezza.
- Il J-6A o anche J-6IV, una variante da intercettazione sulla falsariga del MiG-19OM, costruito in serie limitata.

Il più distintivo modello cinese era l'addestratore JJ-6, o FT-6 per il mercato estero. Come il J-6 divenne il caccia tipo per la PLAAF, il JJ-5 (MiG-17 biposto) divenne presto inadeguato e così fu introdotto il progetto di un J-6C con due posti in tandem.
La fusoliera fu allungata di 84 cm davanti alle ali per alloggiare il secondo seggiolino, il doppio cupolino si apriva sulla destra. I cannoni sulle ali vennero rimossi, ma il cannone in punta rimase. La pinna ventrale fu sdoppiata.
I pachistani ricevettero un buon numero di FT-6 e negli anni ottanta costruirono una fabbrica con l'aiuto dei cinesi. I pachistani modificarono i loro MiG-19 con i seggiolini eiettabili zero-zero (possibilità di impiego anche a bassa velocità e bassa quota) Martin Baker Mk 10L. I Martin Baker non solo erano più sicuri, ma essendo più piccoli davano più spazio per la testa del pilota. Un'altra innovazione pachistana fu l'impiego dello AIM-9 Sidewinder su un pilone esterno. Non è chiaro se anche lo FT-6 aveva un simile miglioramento.

## Utilizzatori

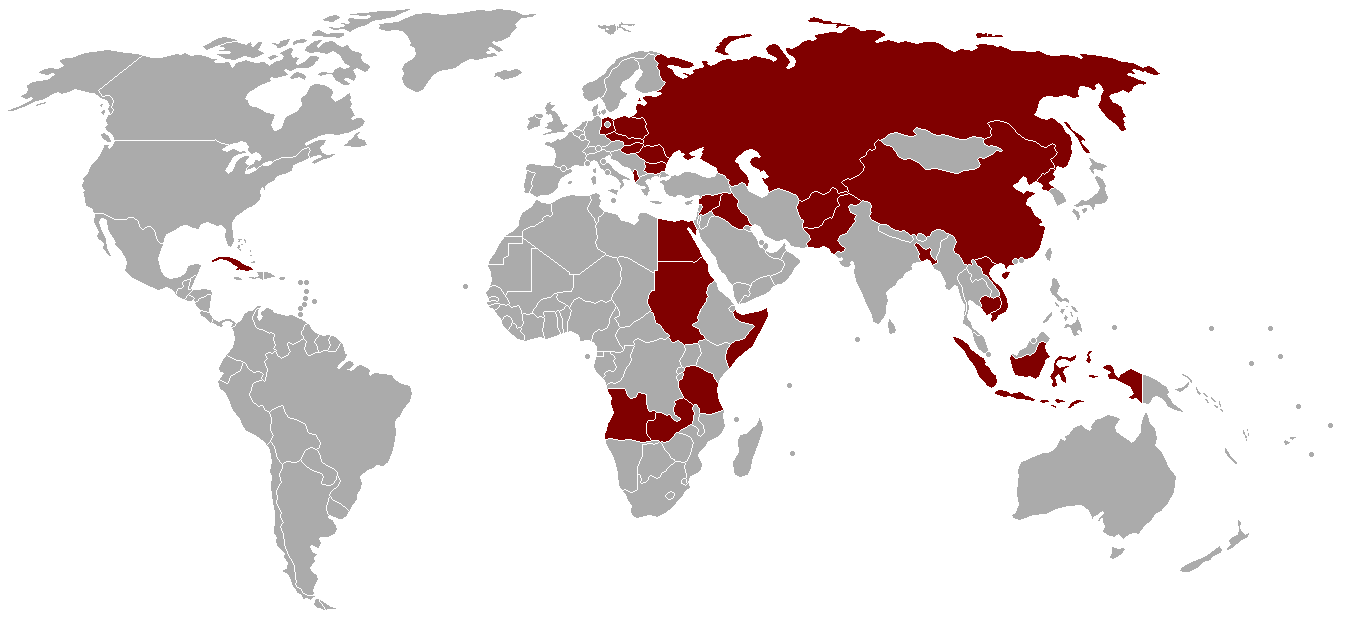
Utilizzatori mondiali del MiG-19.

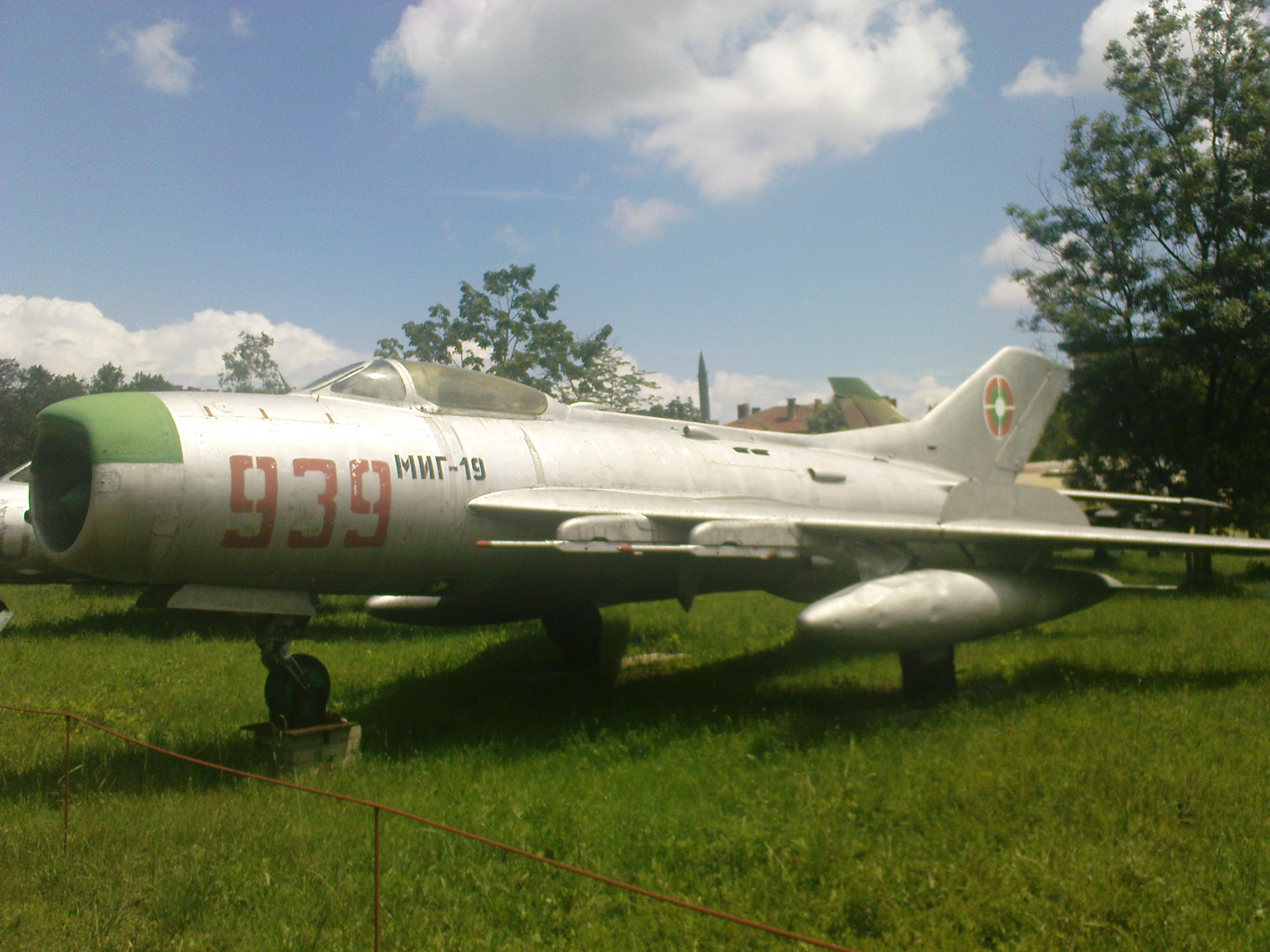
MiG-19PM, Bălgarski Voennovăzdušni sili

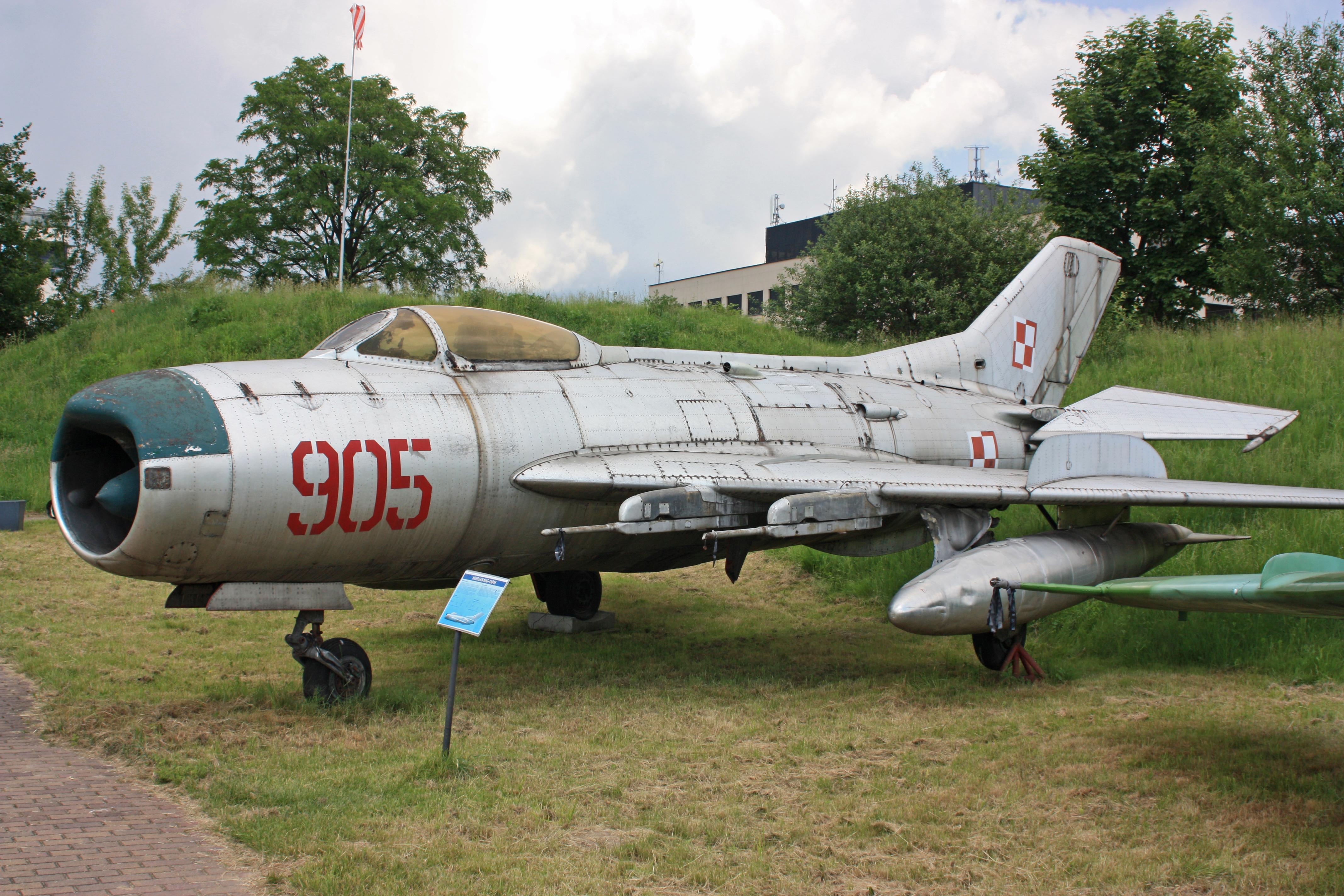
MiG-19PM, Wojska Lotnicze i Obrony Powietrznej

I dati sono tratti da OKB MiG: A History of the Design Bureau and its Aircraft tranne dove indicato:
 Algeria
- Al-Quwwat al-Jawwiyya al-Jaza'iriyya

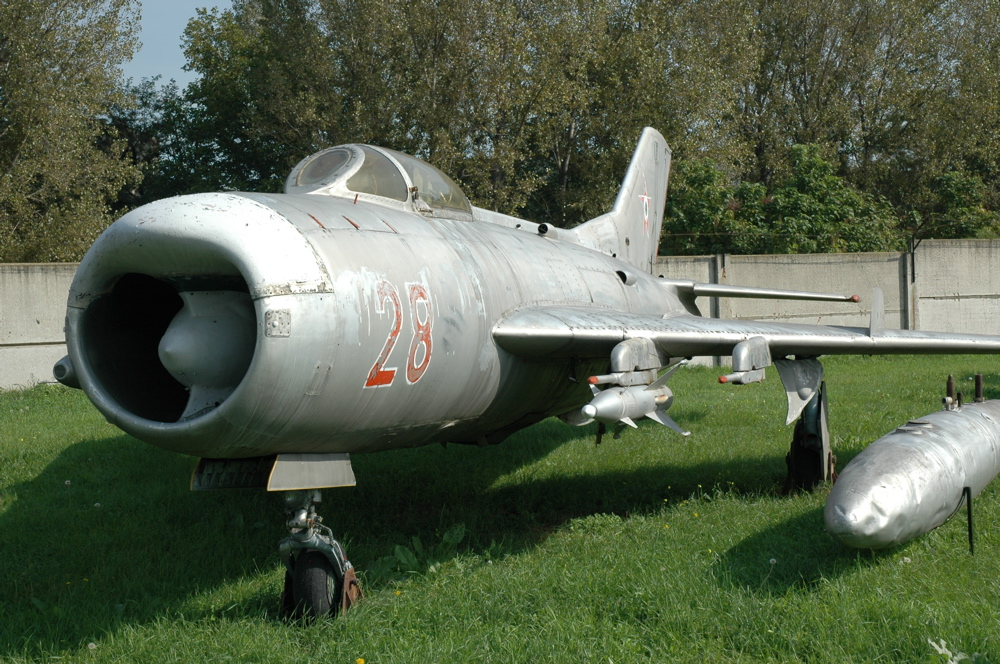
MiG-19PM, Magyar Néphadsereg légiereje

 Albania
- Forcat Ajrore Shqiptare

15 MiG-19S consegnati a partire dal 1959, ma messi a terra dopo il 1965 per mancanza di parti di ricambio, a causa della rottura delle relazioni con l'URSS e sostituiti con i Shenyang J-6.
 Bulgaria
- Bălgarski Voennovăzdušni sili

24 tra MiG-19P e MiG-19PM ricevuti dall'URSS, più 12 MiG-19P e 13 MiG-19PM ex Wojska Lotnicze i Obrony Powietrznej ricevuti nel 1966.

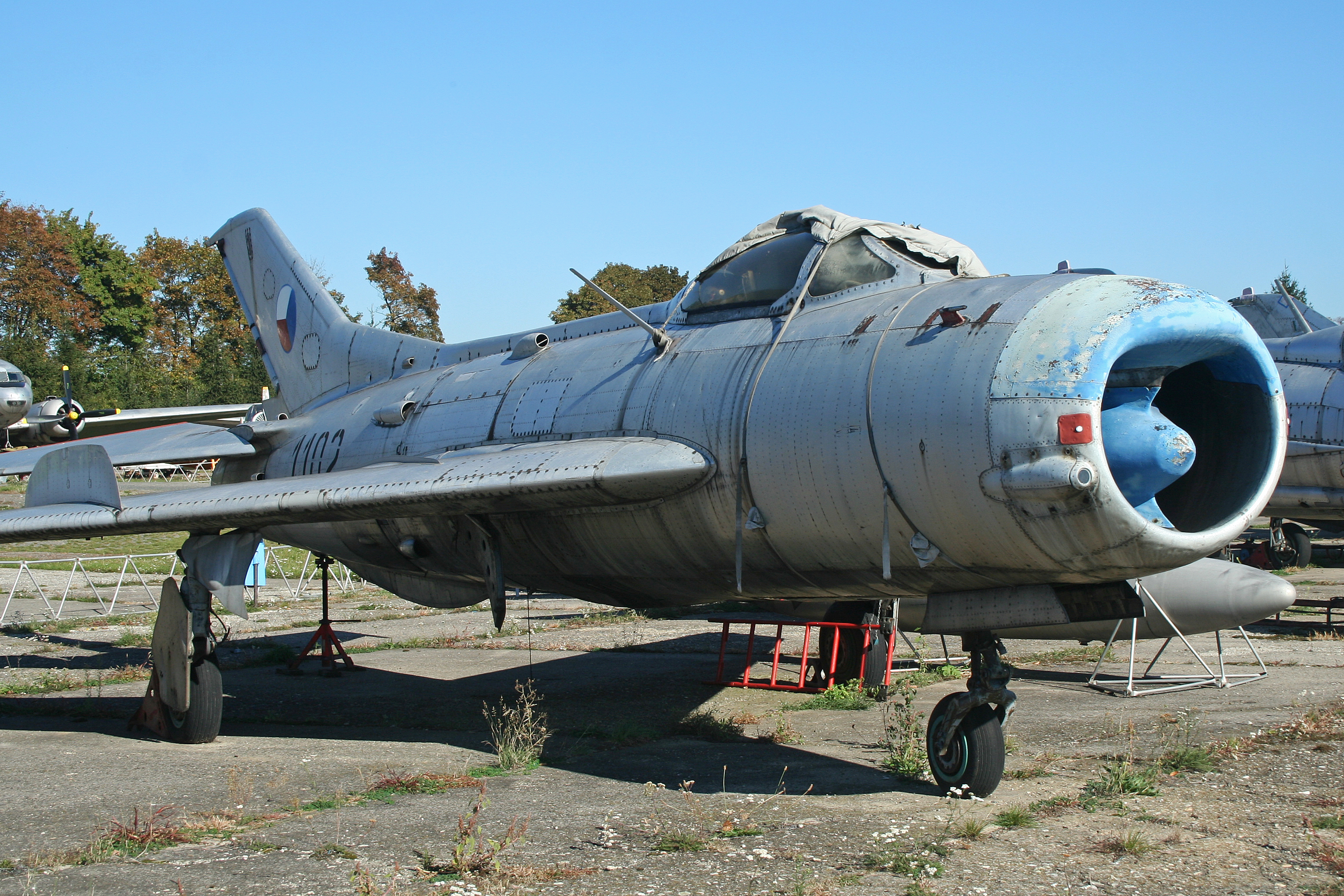
MiG-19PM, Československé letectvo

 Cecoslovacchia
- Československé vojenské letectvo

27 MiG-19P ricevuti alla fine del 1957, 12 MiG-19S e 33 MiG-19PM nel 1958. 103 esemplari di questa ultima versione furono costruiti su licenza dalla Avia e ridesignati S-105, con i turbogetti RD-9 forniti dall'URSS.
 Cina
- Zhongguo Renmin Jiefangjun Kongjun

5 MiG-19P consegnati completi, 20 costruiti con parti fornite dai sovietici, più 100 esemplari costruiti su licenza come J-6A a partire dal 1959.
Vedi Shenyang J-6
- People's Liberation Army Navy Air Force

 Cuba
- Defensa Anti-Aérea y Fuerza Aérea Revolucionaria

12 MiG-19P ricevuti a partire dal 1961.
  Egitto
- Al-Quwwat al-Jawwiyya al-Misriyya

160 MiG-19S consegnati.
 Germania Est
- Luftstreitkräfte und Luftverteidigung der Deutschen Demokratischen Republik

12 MiG-19PM e 12 MiG-19S consegnati a partire dal 1959.
 Indonesia
- Tentara Nasional Indonesia Angkatan Udara

20 MiG-19F (variante specifica del MiG-19S) ricevuti nel 1961, ceduti all'Aeronautica pakistana nel 1970.
 Iraq
- Al-Quwwat al-Jawwiyya al-'Iraqiyya

 Mozambico
- Força Aérea de Moçambique

operò con un numero non precisato di esemplari tra il 1980 ed il 1982.
 Pakistan
- Fi'saia Pakistana

20 MiG-19F ex Aeronautica indonesiana ricevuti a partire dal 1970.
 Polonia
- Wojska Lotnicze i Obrony Powietrznej

12 MiG-19P e 13 MiG-19PM ricevuti nel 1958, trasferiti nel 1966 alla Bulgaria.
  Romania
- Forţele Aeriene ale Republicii Populare Română, poi
- Forţele Aeriene ale Republicii Socialiste Română

 Siria
- Al-Quwwat al-Jawwiyya al-'Arabiyya al-Suriyya

40 MiG-19S consegnati.
 Ungheria
- Magyar Néphadsereg légiereje

12 MiG-19PM in servizio dal 1960 al 1974.
 Unione Sovietica
- Sovetskie Voenno-vozdušnye sily
- Vojska PVO
- Aviacija Voenno-Morskogo Flota

 Vietnam
- Không Quân Nhân Dân Việt Nam

## Esemplari attualmente esistenti

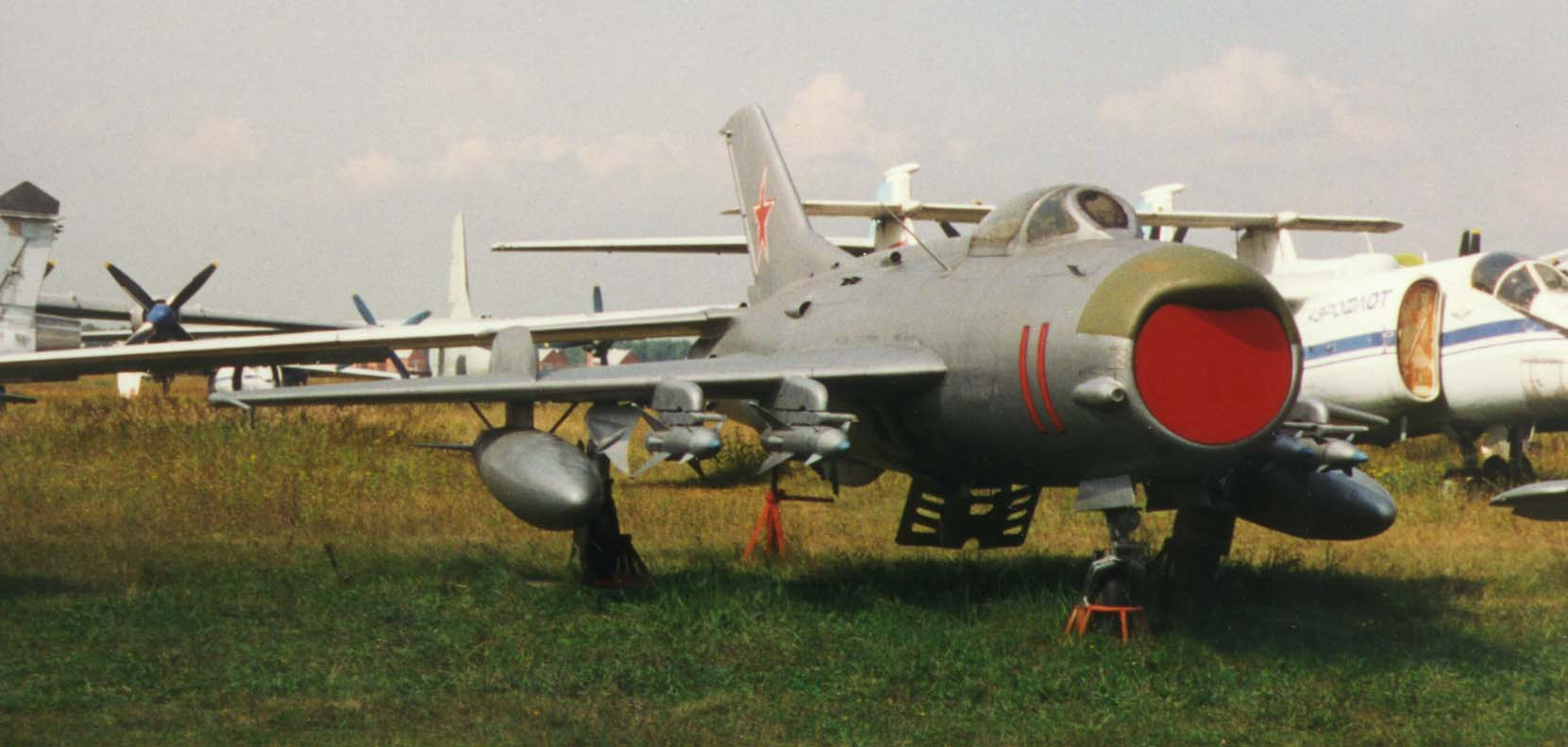
Il MiG-19PM esposto a Monino, Russia.

La quantità di velivoli in produzione e la longevità nel servizio ha permesso la conservazione di un buon numero di esemplari, la maggior parte in esposizione statica presso alcuni musei aeronautici mondiali ma alcuni a tutt'oggi ancora in condizioni di volo.
L'Aviazione militare della Corea Del Nord ha tuttora in uso, secondo alcune fonti, il caccia J-6, la versione cinese del Mig-19.
Tra gli esemplari esposti in strutture museali sono presenti:
- MiG-19PM (Farmer E) al Museo centrale delle aeronautiche militari di Monino, Mosca;
- Mig-19F Parco Aviazione Rimini, Italia;
- MiG-19P con marche 750 e un MiG-19PM con marche 018 al Museo dell'aviazione di Bucarest[8].